# カードルツブルク
カードルツブルク (ドイツ語: Cadolzburg、ドイツ語発音: [ˈkaːdɔlt‿sbʊrk]、かつては Kadolzburg とも表記された。俗語では Sporch（発音は [ʃbɔrχ]）または Kalschbuʳch）は、ドイツ連邦共和国バイエルン州ミッテルフランケン行政管区のフュルト郡に属す市場町である。町名の由来で、町の中心に位置するのが、1157年に初めて記録されている城砦である。

## 地理

### 位置
カードルツブルクは、フュルトの西約 8 km に位置している。地形は、かなり大きな高低差がある。

### 隣接する市町村
隣接する市町村は、北から時計回りに以下の通りである:
- ファイツブロン
- ゾイケンドルフ
- フュルト
- ツィルンドルフ
- アンメルンドルフ
- グロースハーバースドルフ
- ランゲンツェン

### 自治体の構成
カードルツブルクは、主邑カードルツブルクと以下の15地区からなる:
| - バラースドルフ - デーベルンドルフ - エーガースドルフ - ゴナースドルフ - グライマースドルフ | - パイカースホーフ - ローセンドルフ - リュッテルドルフ - シュヴァーダーミューレ - ゼッケンドルフ | - シュタインバッハ - フォクツライヒェンバッハ - ヴァッヒェンドルフ - ヴァルトハウス - ツァウテンドルフ |

## 歴史

### 中世
この集落は1157年に der Vogt von Kadolzburg（Kadolzburg の代官）として初めて文献に記録されている。Helmericus de Kadoldesburc はヴュルツブルク司教とハイルスブロン修道院との領土交換の証人となった。集落名は、「Kadoldの城砦」と解釈される。これは793年頃にヘリーデン修道院を創設したカドルト伯にまで遡る。修道院は8世紀から中世初期の防衛施設であった可能性がある。しかし、もっと可能性が高いのは、11世紀初めのアーベンベルク家の自由所有地に由来するという説である。この古い時代の遺構は遺されていない。現在の城砦の最も古い施設は、1250年頃にホーエンツォレルン家出身のニュルンベルク城伯コンラート1世とその息子フリードリヒ3世の下で、その居城カードルツブルクとして拡充されたものである。1397年にフリードリヒ6世は、居城カードルツブルクを含むウンターゲビルギシェ・ラント（山地の麓の地域）を分離した。しかし、そのわずか20年後に彼はブランデンブルク選帝侯位に就き、プロイセン王ならびに1871年からのドイツ皇帝の始祖となった。その息子アルブレヒト・アヒレス・フォン・ブランデンブルクはカードルツブルクを狩りの城に改修した。14世紀中頃には Cadelspurgk という地名表記が一般的であり、数多くのニュルンベルクの帝国等族の文書にこの名称が現れる。この集落は、アンスバッハ辺境伯領の一部として1500年からフランケン帝国クライスに属した。

### 近世
三十年戦争では、カードルツブルクは1631年秋に酷い略奪を受けた。18世紀末頃、カードルツブルクには約120戸があった。重罪裁判所と村の行政はブランデンブルク＝アンスバッハ侯領のオーバーアムト（地方行政官庁）・カードルツブルクが管轄した。地主はカステンアムト（財務局）・カードルツブルクとカードルツブルク教会区であった。
自治体令に伴って、1808年にシュトイアーディストリクト（徴税区）・カードルツブルクが形成された。1810年にムニツィパルゲマインデ（自治体）・カードルツブルクが創設されたが、その範囲は徴税区と完全に同じであった。このゲマインデは、行政と裁判はカードルツブルク地方裁判所、財政はレントアムト（財務局）・カードルツブルク（1920年からフィナンツアムト・カードルツブルクと改名）の管理下に置かれた。カードルツブルクは1818年にマギストラート第3クラスの市場町に指名された。カードルツブルクは1862年からベツィルクスアムト・フュルト（1938年からフュルト郡と改名）の管轄下となった。裁判権は1879年までカードルツブルク地方裁判所が保持したが、1880年から1931年3月1日まではカードルツブルク区裁判所、それ以後はフュルト区裁判所がこれを引き継いだ。財務行政は、1929年1月1日からフィナンツアムト・フュルトが引き継いだ。1961年、この町の面積は 4.486 km2 であった。

### 町村合併
1972年1月1日、デーベルンドルフの大部分がこの町に合併した。1972年7月1日にローセンドルフがこれに加わった。1978年5月1日、シュタインバッハと、廃止された町ホールバッハのゼッケンドルフ集落がこの町に編入された。

## 住民

### 人口推移
| 時期          | 人口（人） |
| ------------- | ---------- |
| 1840年12月1日 | 2,735      |
| 1871年12月1日 | 2,888      |
| 1900年12月1日 | 2,883      |
| 1925年6月16日 | 3,314      |
| 1939年5月17日 | 3,678      |
| 1950年9月13日 | 5,670      |

| 時期           | 人口（人） |
| -------------- | ---------- |
| 1961年6月6日   | 5,615      |
| 1970年5月27日  | 6,414      |
| 1987年5月25日  | 8,003      |
| 2008年12月31日 | 10,180     |
| 2011年12月31日 | 10,323     |
| 2017年12月31日 | 11,073     |

## 行政

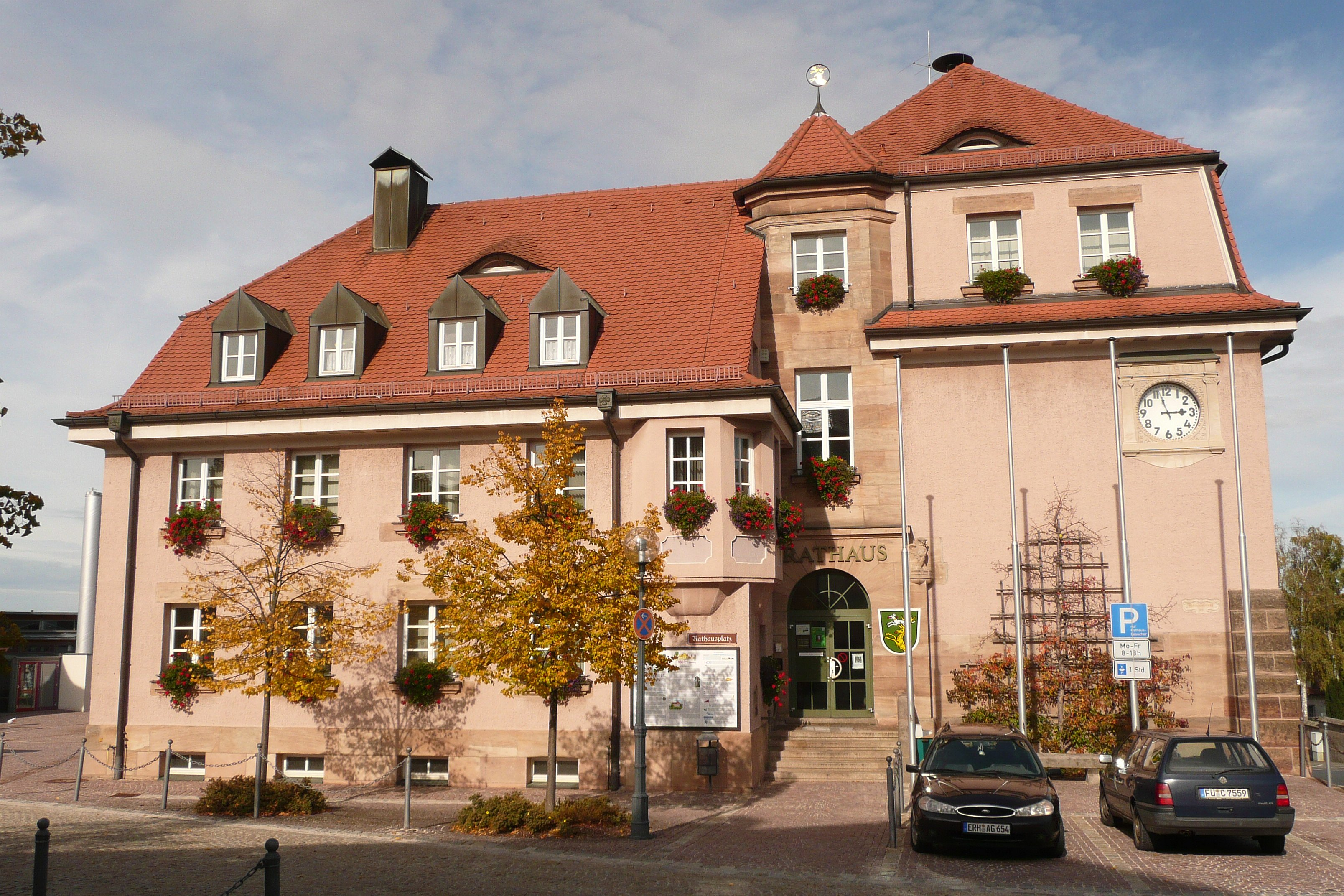
カードルツブルク市庁舎

### 議会
この町の町議会は、2008年の選挙以後、24議席で構成されている。

### 首長
1978年から2002年までクラウス・ピーラー (SPD) が町長を務め、これ以後ベルント・オプスト (CSU) がこれを引き継いだ。オプストは、2008年3月2日の選挙ではヘルマン・ツェンペル (SPD) を相手に 79 %、2014年3月16日の選挙ではディアナ・アイヒホルン (SPD) を相手に 76 % の票を獲得して、それぞれ再選された。

### 姉妹自治体
姉妹自治体は以下の通り:
- ル・パレ＝シュル＝ヴィエンヌ（フランス語版、英語版）（フランス、オート＝ヴィエンヌ県）
- マウテルンドルフ（ドイツ語版、英語版）（オーストリア、ザルツブルク州）
- ウルティモ（イタリア、トレンティーノ＝アルト・アディジェ州）

## 文化と見所

### 建築

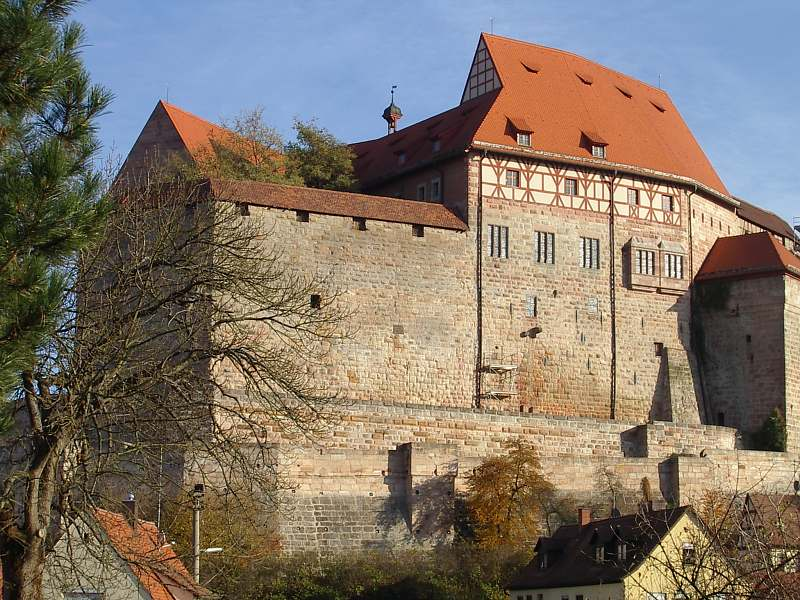
カードルツブルク城

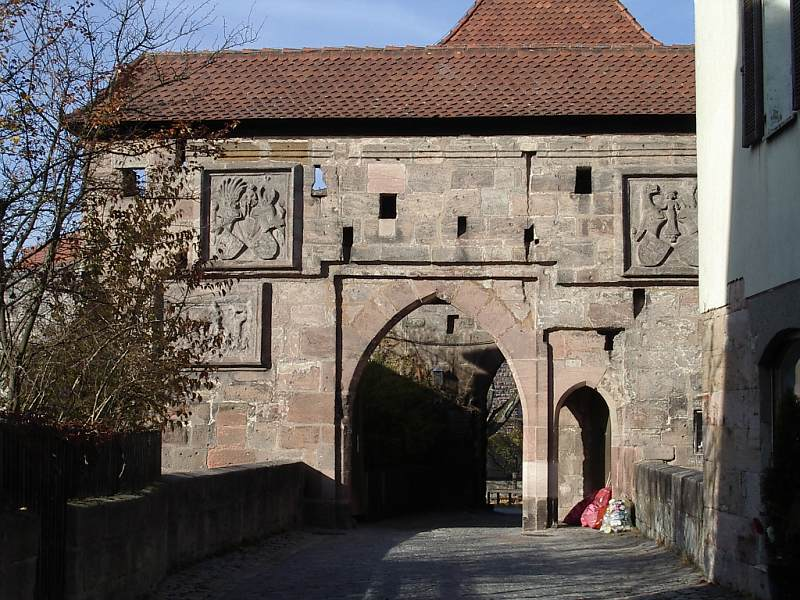
カードルツブルク城の城門

#### 城
1388年に初めて記録されたこの市場町の名前の由来は、1157年に記録されたカードルツブルク城である。しかし、現在の城砦施設の建物は、13世紀から18世紀に建造されたものである。カードルツブルク城は1260年からホーエンツォレルン家のニュルンベルク城伯の居城として利用された。ブランデンブルク選帝侯フリードリヒ1世は、この城砦を根底から造り直した。彼は1440年にここで亡くなった。聖ツェツィーリアに捧げられた教区教会のために、1420年/25年にカードルツブルクの祭壇が制作された。中央の磔刑場面の足下に寄進者夫妻として妃エリーザベト・フォン・バイエルン＝ランツフートとともに彼の姿が描かれている。側翼には教会の守護聖人聖ツェツィーリアとその許嫁聖ヴェレリアンが描かれている。この三翼祭壇は1873年にプロイセン皇太子フリードリヒ3世の請願により移設され、現在ベルリンのグルーネヴァルトの狩りの城に収蔵されており、この教会にはオリジナルに忠実なコピーが設置されている。この城は、三十年戦争を無傷で切り抜けた。
1933年から1945年まで、「ノイエ・シュロス」（新城館）と呼ばれるこの城の一部が、ヒトラーユーゲントによって地域指導者養成所として利用された。1945年の第二次世界大戦末期にこの城は焼失し、何十年もの間、瓦礫のまま放置されていた。1979年からバイエルンの城館管理委員会が、州のエアランゲン＝ニュルンベルク建築局と共同で再建に取り組んだ。1982年に始まった主館の再建は、ヴィーゲル警官建築事務所による修復と一部の外部施設の新築は2007年に暫定的に終了した。その後、新旧城館のフロア、城砦の中庭やフォアブルク（城の前面）は多くの公的な催しに利用されている。
2013年に、旧城館とフォアブルクの建物を体験型博物館に改修することが決定された。2017年6月に新しい博物館「領主の時代。カードルツブルク体験館」が開館した。
主館の南には、主に17世紀から18世紀の建物と、壁に囲まれた遊歩庭園地区を持つ広いフォアブルクがある。小さな時計塔を持つ楼門は、ゴシック様式の建物（13/14世紀）である。

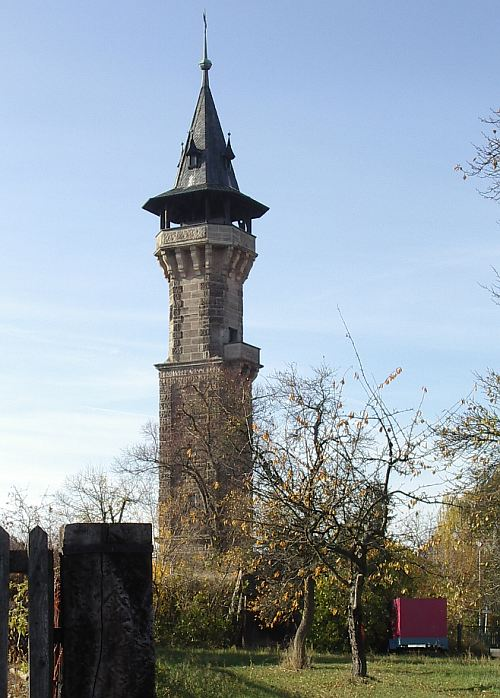
カードルツブルク展望塔

#### 展望塔
高さ 25 m の展望塔（地元では「ブライシュティフト」と呼ばれる）は、カードルツブルクへのハイキングを奨励するために、1893年に町の高台にロカールバーン・アクティーン＝ゲゼルシャフト (LAG) ミュンヘンによって、ネオゴシック様式で建設された。
この塔からは、天気の良い日には素晴らしい眺望が得られる。かつては、特にフュルトの人たちに人気のハイキング地の目的地であり、週末やセイヨウミザクラの花が咲く時期（「イン・ディー・ブライー」）には、鉄道でカードルツブルクへ多くの人が訪れた。四角い階段室が、6階建ての屋上へと導いている。およそ半分の高さに、塔の片側に小さなバルコニーがあり、木製のドアを通って出ることができる。上部はやや細くなっており、屋根付きの展望台は持送りの上にせり出している。それぞれの面に設けられた4つの装飾的に突き出した窓を持つ尖頭が頂上を形成している。この塔は寄付金で運営されており、基本的には日の出から日没まで警備なく開いている。

#### その他の建築

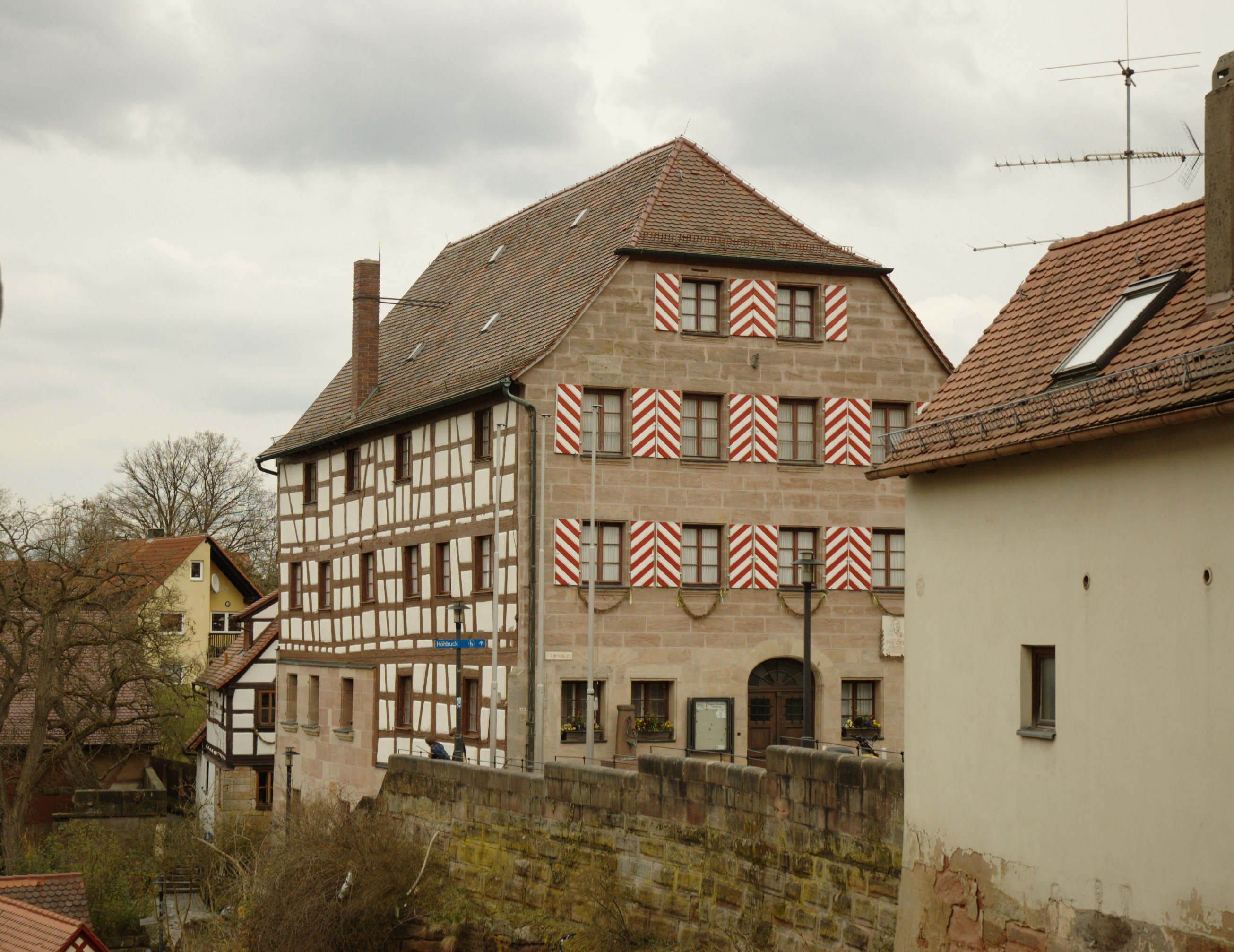
ランガウ郷土博物館

福音主義ルター派の教区教会（辺境伯教会）である聖ツェツィーリア教会は1750年/51年に古典的なバロック様式で、おそらくゴシック様式であった先代の教会堂の上に、ザールバウ（ホール建築）として建設された。内部には2階席が設けられており、その東側には祭壇の壁、西側にはオルガンが設置されている。洗礼盤はバロック様式による新築時（1751年）に創られた。注目すべきは、後世に追加された後期ゴシック様式の木彫像で、ファイト・シュトース周辺の作家による磔刑像と組み合わされている: マリアとヨハネはおそらく1470年/80年、磔刑像は1500年頃の作品である。
15世紀に建造されたかつての市壁は、かなりの部分が保存されている。楼門には、「1476」という年号が見られる。

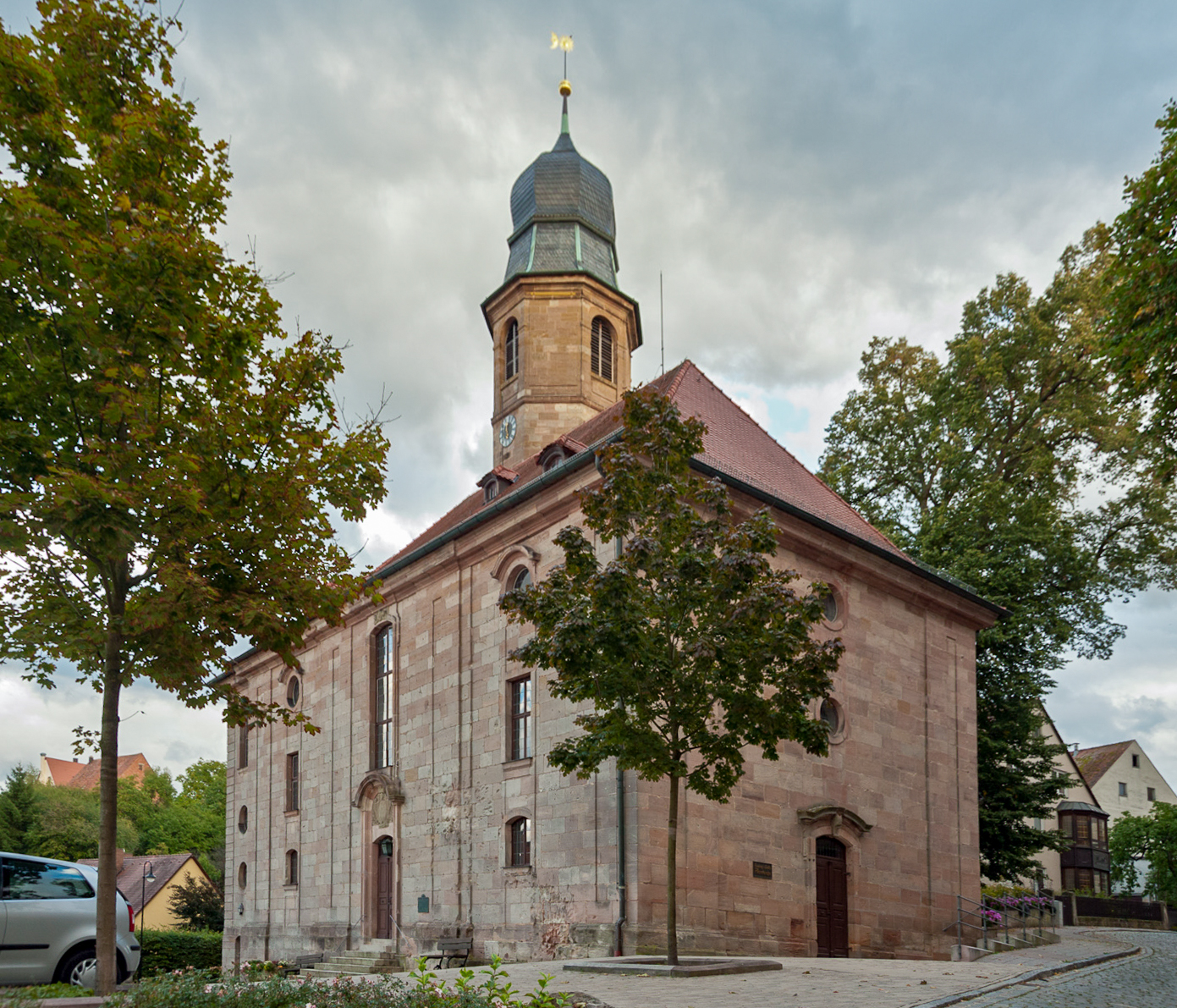
聖ツェツィーリア教会
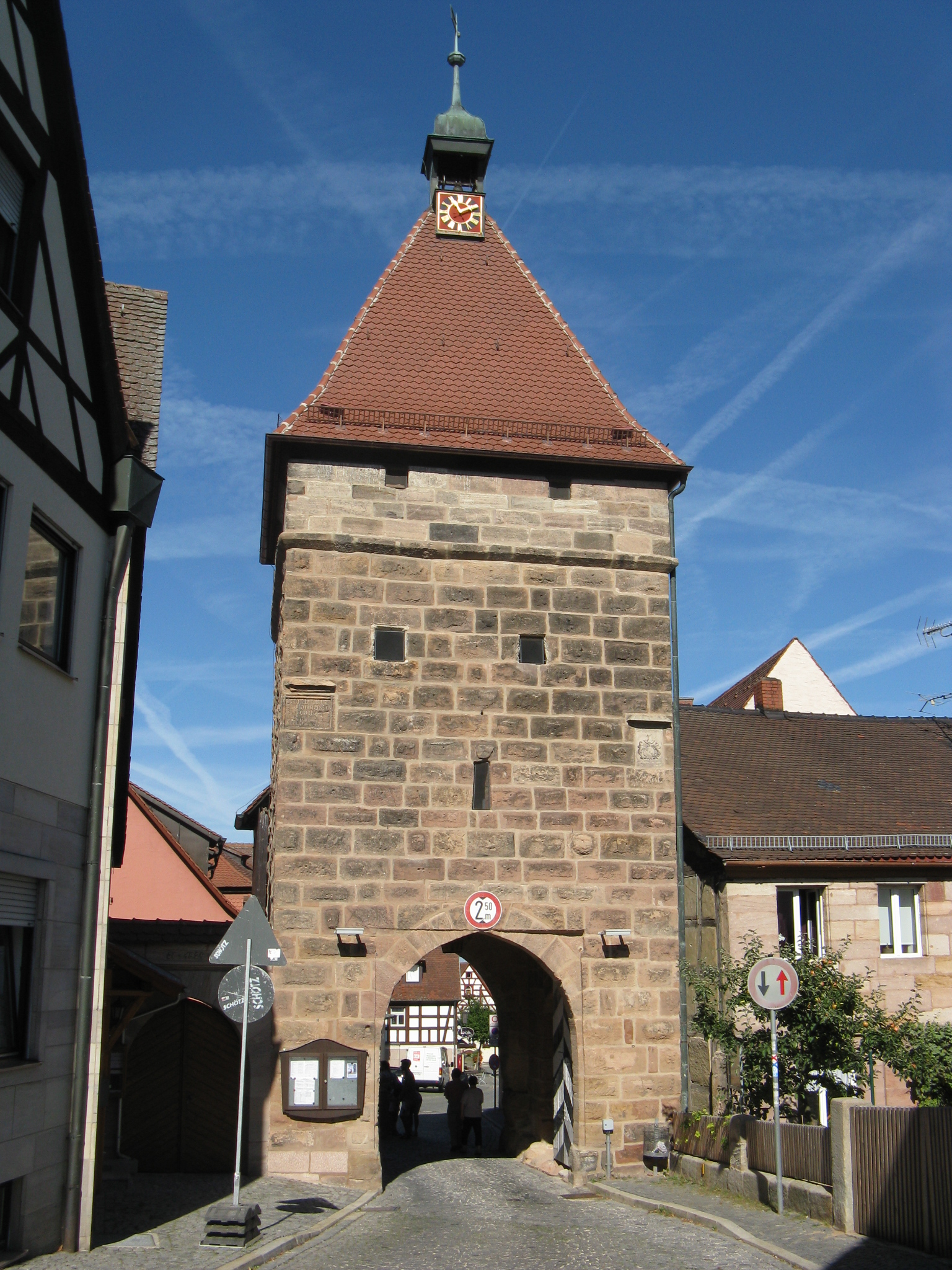
カードルツブルクの市門

### 郷土博物館
1668年に建設された旧町役場で、郷土協会がランガウ＝郷土博物館を運営している。12の展示室で、カードルツブルクの歴史やこの地域の地質学の概要を知ることができる。

### クラブ、協会
TSV カードルツブルク: サッカー部門がこのクラブ最大の部門で、11のチームがあり、3面の大グラウンド、1面の小グラウンドで活動している。

## 経済と社会資本

### 交通
ロスタール付近の連邦道 B14号線とゾイケンドルフ付近の連邦道 B8号線とを結ぶ州道 St2409号線が町域内を南から北に通っている。郡道 FÜ 19号線は、東はヴァッヒェンドルフ、南西はツァウテンドルフに通じている。FÜ 2号線は北に向かい、ゼッケンドルフ経由で連邦道 B8号線のインターチェンジにつながっている。FÜ 16号線は西のローセンドルフに至る。市町村連絡道が、エーガースドルフ、ゴナースドルフ、グライマースドルフ、シュタインバッハに通じている。
1880年代前半にカードルツブルクは、グロースハーバースドルフ経由の郵便馬車でハイルスブロンに行き、ここでニュルンベルク - クライルスハイム鉄道に接続していた。これは、ランガウ鉄道が1892年10月14日に当時の終点ツィルンドルフからカードルツブルクまで延長されたことでその重要性が失われた。デーベルンドルフ近郊ディレンベルクの採石場への鉄道を開発するために、デーベルンドルフおよびゾイバースドルフを経由してウンテルンビベルトまでの延長続行が短期間ではあるが話題に上った。ローカル鉄道会社は1894年2月1日に「好ましくない地理条件」であることを理由にこれを拒絶した。
カードルツブルクの駅前で、ニュルンベルク広域交通連合の 136番線と152番線とが合流する。136号線は主にアンメルンドルフやランゲンツェンのヴォルフガング＝ボルヒェルト＝ギムナジウムに通うカードルツブルクの学生が通学バスとして利用している。152番線は、ディレンベルク周辺の集落を結び、オーバーアスバッハのディートリヒ＝ボンヘッファー＝ギムナジウム、州立ツィルンドルフ実科学校、およびフュルト市へ接続している。
駅は、夜間や週末にはカードルツブルク町外からのオンデマンド乗り合いタクシーの目的地となる。
2016年4月にカードルツブルクのバイパス道路建設に関する住民投票が行われたが、69.61 % の多数が反対票を投じた。

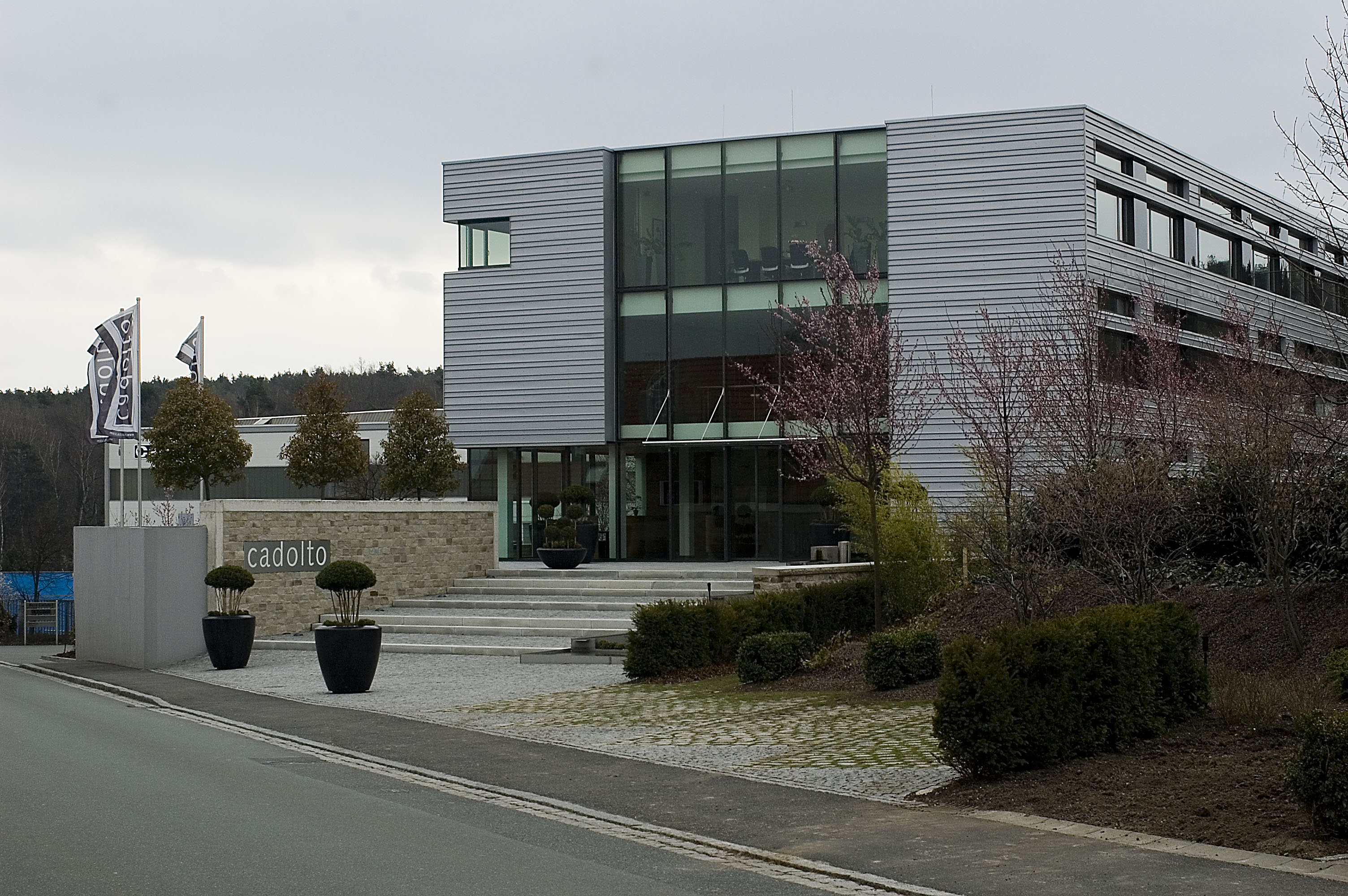
カドルト本社

### 地元企業
- カドルト、コンテナ筐体製造
- チョコレート工場リーゲライン、1953年設立

### 公共施設
- カードルツブルクの青年センター「ヘルツ」

## 人物
- ヨハン・ゲオルク・ピゼンデル（1687年 - 1755年）作曲家、ヴァイオリニスト
- ゲオルク・フリードリヒ・プフタ（1798年 - 1846年）法学者

## 関連文献
- “Kadolzburg”. Meyers Konversations-Lexikon. 9 (Auflage ed.). Leipzig/Wien: Verlag des Bibliographischen Instituts. (1885–1892). p. 352 2020年1月26日閲覧。
- Johann Kaspar Bundschuh (1799). “Cadolzburg”. Geographisches Statistisch-Topographisches Lexikon von Franken. Band 1: A–Ei. Ulm: Verlag der Stettinischen Buchhandlung. pp. 520–525 2020年1月26日閲覧。
- Daniel Burger (2005). Die Cadolzburg – Dynastenburg der Hohenzollern und markgräflicher Amtssitz. Wissenschaftliche Beibände zum Anzeiger des Germanischen Nationalmuseums (24). Forschungen zu Burgen und Schlössern – Sonderband (1). 24. Nürnberg: Verlag des Germanischen Nationalmuseums. ISBN 978-3-936688-05-4
- Daniel Burger; Birgit Friedel: Burgen und Schlösser in Mittelfranken (2003). Cadolzburg: ars vivendi verlag. pp. 229–233. ISBN 978-3-89716-379-9
- August Gebeßler (1963). Stadt und Landkreis Fürth. Bayerische Kunstdenkmale. 18. München: Deutscher Kunstverlag. pp. 77–93
- Hanns Hubert Hofmann (1954). Nürnberg-Fürth. Historischer Atlas von Bayern, Teil Franken. I, 4. München: Komm. für Bayerische Landesgeschichte. p. 107 2020年1月27日閲覧。
- Hanns Hubert Hofmann (1954). Nürnberg-Fürth. Historischer Atlas von Bayern, Teil Franken. I, 4. München: Komm. für Bayerische Landesgeschichte. p. 227 2020年1月27日閲覧。
- Wolf-Armin von Reitzenstein (2009). Lexikon fränkischer Ortsnamen. Herkunft und Bedeutung. Oberfranken, Mittelfranken, Unterfranken. München: C. H. Beck. p. 49. ISBN 978-3-406-59131-0
- Hans-Günter Richardi (1973). Burgen in Bayern – Ein romantischer Wegweiser zu 60 Burgen. München: Süddeutscher Verlag. p. 103–105. ISBN 978-3-7991-5731-5
- Gottfried Stieber (1761). “Cadolzburg”. Historische und topographische Nachricht von dem Fürstenthum Brandenburg-Onolzbach. Schwabach: Johann Jacob Enderes. pp. 273–279 2020年1月27日閲覧。
- Pleikard Joseph Stumpf (1853). “Cadolzburg”. Bayern: ein geographisch-statistisch-historisches Handbuch des Königreiches; für das bayerische Volk. Zweiter Theil. München. p. 699 2020年1月27日閲覧。
- Wolfgang Wiessner (1963). Stadt und Landkreis Fürth. Historisches Ortsnamenbuch von Bayern. 1. München: Kommission für Bayerische Landesgeschichte. pp. 21–23

これらの文献は、翻訳元であるドイツ語版の参考文献として挙げられていたものであり、日本語版作成に際し直接参照してはおりません。